# R11 (België)
De R11 is een ringweg rond de stad Antwerpen.

## Aanleg
Deze weg wordt ook wel de Militaire baan, Route Militaire of Krijgsbaan genoemd omdat de weg tijdens de Eerste Wereldoorlog als verbindingsweg dienstdeed tussen de forten langs de fortengordel ten zuidoosten van de stad. Deze fortengordel loopt van Wijnegem aan het Albertkanaal tot in Hoboken aan de Schelde.

## Traject
De R11 begint bij het Wijnegem Shop Eat Enjoy, bij de kruising met de N12 (Turnhoutsebaan), en loopt in een wijde boog rond Antwerpen. Ter hoogte van Borsbeek passeert de R11 langs de luchthaven van Antwerpen waar hij ondertunneld is. De weg werd daar ondertunneld omdat de RESA (de veiligheidszone achter een landingsbaan) vrij van obstakels moet zijn. Vervolgens loopt de R11 langs het Schoonselhof in Hoboken, en kruist dan N148 (Sint-Bernardsesteenweg). De weg eindigt ter hoogte van de ingang aan Fort 8.
Tussen Fort 8 en de Prins-Boudewijnlaan, gebruikt de R11 de voormalige spoorwegberm van de Fortenlijn (spoorlijn 27A). Tussen de Prins-Boudewijnlaan en de brug over spoorlijn 25, is de R11 gelegd langs de zuidkant van de Fortenlijn.
De weg wordt druk bereden, vooral tijdens de spitsuren, en wordt ook gebruikt als alternatieve route voor de Ring van Antwerpen.

## Masterplan 2020
Op 30 maart 2010 keurde de Vlaamse regering het Masterplan 2020 goed. Hierin werd erkend dat het huidig functioneren van de R11 problematisch is en daardoor negatief belastend voor de omliggende woonwijken. Het Masterplan 2020 voorzag daarom een reeks maatregelen voor de volledige herorganisatie en herinrichting van de R11. Deze kunnen voor het noordelijk deel tot aan de spoorlijn naar Lier deels in synergie met de 2e spoorontsluiting verlopen. Het Masterplan 2020 stelde uitdrukkelijk dat de R11 niet zal worden uitgebouwd als een alternatieve snelwegverbinding tussen de E313 en de E19.

## Autosnelweg R11bis

### Autosnelwegverbinding
Zes maanden later werd deze beslissing volledig omgedraaid. Het Masterplan 2020 werd, omwille van de Oosterweelverbinding, in september 2010 door de Vlaamse regering aangepast. Er werd beslist om aansluitend op de A102, die ondertunneld gerealiseerd zal worden, ook de R11 tussen de E313 en de E19 te ondertunnelen en te gebruiken als een alternatieve snelwegverbinding tussen de E313 en de E19. In de parlementscommissie op 30 september 2010 zwakte Minister Crevits de verwachtingen over de ondertunneling af en stelde ze dat het eerder de bedoeling is om de huidige R11 te 'vertunnelen'. Op bepaalde plaatsen zou de R11 aan de oppervlakte komen. Deze verklaring botste op kritiek vanwege zowat de ganse zuidoostrand van Antwerpen. Onder andere de gemeentebesturen van Borsbeek, Wijnegem en Mortsel tekenden protest aan tijdens het hierop volgende overleg, georganiseerd door provinciegouverneur Cathy Berx.
Naast een algemene bezorgdheid over de wenselijkheid van een bijkomende snelwegverbinding, pleitten onder andere Goedele Vermeiren van N-VA als Steve D'Hulster van sp.a. Zij gaven aan dat er moet gekozen worden voor een "maximale ondertunneling".
De aanvang van de ondertunnelingswerken (425 à 530 miljoen euro) werd omwille van de kostprijs van de Oosterweelverbinding (3,05 miljard) uitgesteld tot na de voltooiing van de Oosterweelverbinding in 2021. Voor deze eerste fase werd 45 miljoen euro voorzien in de Vlaamse begroting van 2011. Voormalig minister Dirk Van Mechelen veronderstelde tijdens de parlementaire commissievergadering van 2 december 2010 dat de ondertunneling van de R11 zou starten ter hoogte van de rotonde in Wommelgem en uiteindelijk zou uitmonden ter hoogte van de kruising met de bestaande spoorlijn Antwerpen-Lier. 
In 2012-2013 werd enkel het gedeelte ter hoogte van de regionale luchthaven van Deurne ondertunneld, zodat de luchthaven kon blijven voldoen aan de internationale (Europese) veiligheidsnormen. Tot dan bevond de aanvliegroute zich immers net boven de R11, zonder voldoende veiligheidsruimte. De tunnel werd zo ontworpen, dat de toen geplande snelwegverbinding er nog onderdoor kon getrokken worden, met ruimte voor op- en afritten.

### Trechteringsnota tracé's
In 2014 werd een trechteringsnota opgemaakt om de verschillende mogelijkheden m.b.t. het tracé van de A102-R11bis te onderzoeken en na te gaan welke tracés verder onderzocht dienen te worden in het plan-MER voor de A102 en R11bis. Voor de R11bis werd naast het basistracé nog vijf alternatieve tracés geformuleerd:
- Het basistracé (B0), een cut & cover tunnel onder de huidige R11.
- Een variant op het basistracé waarbij men meer zuidelijk aansluit op de E19 (alternatief B9). Het laatste deel van het tracé gebeurt dan in een boortunnel onder Mortsel.
- Een alternatief "B1" via de R1, waarbij deze wordt heraangelegd met een systeem van doorgaande ringweg (DRW) en stedelijke ringweg (SRW), zoals vroeger al eens voorzien werd in een eerste versie van het Masterplan.
- Een alternatief "B8" waarbij men net ten oosten van knooppunt Wommelgem vertrekt, om dan in een cut & cover tunnel tot aan de spoorweg Antwerpen - Lier te lopen. Daar gaat het verder via een boortunnel ten oosten van Edegem tot de reservatiestrook van de R2 ten noorden van Kontich, waar de snelweg in een sleuf of op het maaiveld wordt aangelegd.
- Een alternatief "B11" dat eerst de bestaande R11 volgt (cut & cover) om dan ten oosten en zuiden van Edegem te lopen zoals in bovenstaande variant. Dit tracé is gelijkaardig aan het eerste tracé voor de R2 tussen Kontich en Wommelgem dat werd uitgetekend in het autosnelwegenprogramma van 1960. Later werd het tracé van de R2, die nooit werd aangelegd, aangepast om aan te sluiten op het knooppunt Ranst.
- Een alternatief "B3" dat grotendeels de reservatiestrook van de R2 volgt, waarbij de weg wordt aangelegd op het maaiveld (en in een sleuf bij kruisingen met belangrijke wegen). In tegenstelling tot de andere alternatieven sluit de snelweg hier niet aan op de A102 in Wommelgem maar op de E34 in Ranst. Dit laatste alternatief scoorde slechter qua mobiliteit en zou een grotere ruimtelijke impact hebben dan de andere scenario's.

### Plan-MER en MKBA
De volgende stap in het planproces betreft de opmaak van een plan-MER en de keuze van een tracé. In september 2016 werd het luik mobiliteit van het plan-MER voorgesteld. In combinatie met de aanleg van de A102 zijn de verschillen tussen de verschillende alternatieven als minimaal bevonden op vlak van mobiliteit. Enkel het voorstel van Ringland werd als minder performant beoordeeld. Gelijkaardig voorstellen op tracé B1 ("Ring van A" en "A-ring") met een opsplitsing van de R1 in DRW en SRW werd wel goed bevonden. Indien de A102 niet zou aangelegd worden, werden beperkte verschillen waargenomen, waarbij bijvoorbeeld het alternatief "B3" inzake mobiliteit ietwat beter zou presteren dan het alternatief "B1".
Een algemene bevinding was echter wel dat de A102 en de R11bis niet de verhoopte ontlasting van de Antwerpse ring blijken te bieden. Het lijkt meer opportuun om eerst werk te maken van de optimalisatie van de R1 in SRW/DRW voordat de aanleg van bijkomende ringstructuren wordt overwogen. Er wordt ook een maatschappelijke kosten-batenanalyse (MKBA) uitgevoerd.

### Protest
De nieuwe snelweg zou doorheen de dichtbevolkte (deel)gemeenten Wilrijk, Mortsel, Borsbeek en Wommelgem lopen. Er ontstond dan ook protest op verschillende vlakken: zowel burgerbewegingen (R11mis) als het politieke niveau tekenden protest aan tegen de geplande aanleg, waarbij zowel leefbaarheidsargumenten werden aangehaald, de enorme hinder die veroorzaakt zou worden tijdens de aanleg als het nut van de verbinding in twijfel getrokken werd.

### Ringland
In 2016 stelde de Vlaamse overheid, onder meer door druk van burgerorganisaties zoals Ringland (organisatie), Alexander D'Hooghe aan als intendant voor het gehele Masterplanproject. Samen met zijn team moest hij op zoek naar een compromis waarmee alle betrokkenen konden leven. Er werd geopteerd voor een Oosterweelverbinding zoals ze reeds jaren gepland was door de Vlaamse Overheid (en gecontesteerd door heel wat drukkingsgroepen), in combinatie met een maximale overkapping van de R1, de Ring rond Antwerpen. Binnen dit plan was er plaats voor een herstructurering van de verkeersstromen op deze Antwerpse Ring, waardoor de omleiding doorheen de stadsrand niet nodig bleek. De geplande aanleg van een nieuwe autosnelweg onder de R11 (de R11bis) werd hierbij definitief verworpen.

## Straatnamen
De R11 heeft de volgende straatnamen:
- Krijgsbaan
- Frans Van Dunlaan
- Vredebaan
- Frans Beirenslaan
- Autolei

R-wegen:
R0 · R1 · R2 · R3 · R4 (R4a · R4z) · R5 (R5a) · R6 · R7 · R8 · R9 · R10 · R11 (R11a) · R12 · R13 · R14 · R15 · R16 · R18 · R20 (R20a · R20b) · R21 (R21a · R21b · R21c · R21d) · R22 (R22a · R22z) · R23 (R23z) · R24 · R25 · R26 · R27 (R27a) · R30 (R30a · R30b) · R31 · R32 · R33 · R34 · R35 · R36 (R36z) · R40 (R40a) · R41 · R42 · R43 · R50 · R51 · R52 · R53 · R54 · R55 · R61 (R61a) · R62 · R70 · R71 · R72 · R73
N-wegen die (gedeeltelijk) een ringweg omvatten:
N1 · N3 · N4 · N6 · N7 · N8 · N9 · N13 · N17 · N27 · N27a · N28 · N29 · N31 · N32 · N34 · N35 · N36 · N37 · N38 · N39 · N41 · N44 · N46 · N47 · N49 · N50 · N55 · N60 · N60d · N70 · N71 · N72 · N73 · N75 · N76 · N78 · N80 · N81 · N82 · N90 · N92 · N113 · N153 · N203 · N203a · N390 · N405 · N416 · N441 · N473 · N498 · N556 · N700 · N712 · N712b · N717 · N722 · N725 · N748 · N750 · N769 · N967